# Planac
Koordinati:   43°56′18″N, 15°25′34″E
Planac je nenaseljen otoček v Jadranskem morju. Pripada Hrvaški.
Planac, na katerem stoji svetilnik, leži v Pašmanskem kanalu. Otoček, katerega površina je 0,066 km², leži okoli 0,5 km severno od Svete Katarine in okoli 0,8 km zahodno od Biograda. Dolžina obale meri 1,01 km, najvišji vrh je visok 17 mnm.
Iz pomorske karte je razvidno, da svetilnik, ki stoji na severni strani otočka, oddaja svetlobni signal: R Bl 3s.